# Canal Educativo
El Canal Educativo es un canal de televisión cubano orientado a la educación, cuyo principal objetivo consiste en ayudar a instruir a la población de la isla. La creación de un canal educativo en la televisión cubana surge por la necesidad de transmitir programas educativos sin afectar el horario de otros espacios televisivos. El Canal Educativo ha posibilitado que se haga un mejor aprovechamiento del horario escolar para transmitir los programas educativos.
Fue fundado por el antiguo Instituto Cubano de Radio y Televisión el 9 de mayo de 2002 e inaugurado para la transmisión de las teleclases destinadas a todos los centros educacionales de Cuba. La cobertura del Canal Educativo es de todo el territorio nacional cubano y llega al 87,9% de la población. En 2018 fue anunciado que el canal sería el primero en recesar sus transmisiones en formato analógico para convertirse completamente en digital.

## Programación
La programación va dirigida entre las 7:00 a. m. y las 5:00 p. m. hacía los centros educacionales de todo el país (Tele Clases), emitiendo diferentes espacios principalmente para la enseñanza primaria y secundaria básica, aunque aparecen algunos dirigido a la enseñanza técnica profesional y se emiten cada año preparatorias para las pruebas de ingresos a la Universidad para los estudiantes de 12 grado de la enseñanza preuniversitaria.
Existen espacios que brindan formación vocacional para que los estudiantes conozcan de las diferentes especialidades que puedan optar tanto en la enseñanza técnica profesional como universitaria, también se han incrementado las tele clases dirigidas a la enseñanza de idiomas, principalmente inglés y francés. Se incluyen también Cursos de Universidad para todos, la Universidad de la noche (espacio que hace un elevado uso de materiales audiovisuales de diversas materias dedicadas a la historia, las artes, la ciencia y la salud).
Después de las 5:00 p. m. la programación se destina a la familia cubana emitiendo series de factura nacional y extranjeras (The Flash, The Musketeers) principalmente antes del NTV, también revistas dirigidas a los jóvenes como Tengo algo que decirte, Ecos y Das Más, en la noche la programación se nutre con programas educativos y culturales entre los que se destacan Escriba y lea, La danza eterna, cuidemos el amor, Un palco en la ópera, La otra mirada y Bravo entre otros.
Los sábados se emiten programas dedicados a la preparación de los maestros y cursos de Universidad Para Todos hasta las 5:00 p. m., luego una programación variada donde se encuentra a las 8:30 p. m. "Espectador Crítico" emitiendo películas de amplio reconocimiento universal y los domingos aparecen nuevamente cursos de Universidad Para Todos durante la mañana y en la tarde programas musicales como Suena bonito, El complotazo, Clip.cu, Cuerda Viva y Espectacular.
Durante las semanas de receso docentes y en los meses de julio y agosto este canal se une al resto de los canales del Instituto Cubano de Radio y Televisión y emite una programación especial destinada para el disfrute de la familia cubana, se conoce popularmente en Cuba como "programación de verano", y se nutre principalmente de programas musicales, policiacos nacionales y extranjeros, programas cinematográficos, revistas culturales e informativos entre otros.